# Nemzeti bajnokság I 1924/1925
Dvacátý druhý ročník Nemzeti bajnokság I (1. maďarské fotbalové ligy) se konal opět za účasti dvanácti klubů, které byli v jedné skupině a hrály dvakrát každý s každým.
Soutěž ovládl již podvanácté ve své klubové historii a podesáté za sebou MTK Budapešť. Nejlepším střelcem se stal György Molnár (21 branek), který hrál za MTK Budapešť.